# Światłowiec
Światłowiec – osada leśna w Polsce położona w województwie śląskim, w powiecie wodzisławskim, w gminie Lubomia.